# Taça dos Vencedores de Taças de Hóquei em Patins de 1993-94
A Taça dos Vencedores de Taças de Hóquei em Patins de 1993-94 foi a 18.ª edição da Taça das Taças.
Os italianos do Amatori Lodi venceram o troféu pela 1.ª vez na história, derrotando os espanhóis do CP Voltregà na final.

## Equipas participantes
| País          | Clube          | Classificação                             |
| ------------- | -------------- | ----------------------------------------- |
| Alemanha      | RESG Walsum    | Vencedor da Taça da Alemanha de 1992/93   |
| Espanha       | CP Voltregà    | Finalista da Taça do Rei de 1992/93       |
| França        | Nantes ARH     | 2.º lugar da Liga Francesa de 1992/93     |
| Inglaterra    | Herne Bay RHC  | Vencedor da Taça de Inglaterra de 1992/93 |
| Itália        | Amatori Lodi   | Finalista da Taça de Itália de 1992/93    |
| Países Baixos | RHC Residentie | 2.º lugar da Liga Neerlandesa de 1992/93  |
| Portugal      | SL Benfica     | Finalista da Taça de Portugal de 1992/93  |
| Suíça         | SC Thunerstern | Finalista da Taça da Suíça de 1992/93     |

## Jogos

### Fase final
|  | Quartos-de-final | Quartos-de-final | Quartos-de-final | Quartos-de-final |               |              | Meias-finais | Meias-finais | Meias-finais |  |             | Final | Final | Final |
|  |                  |                  |                  |                  |               |              |              |              |              |  |             |       |       |       |
|  | 1                | SC Thunerstern   | 1                | 1                |               |              |              |              |              |  |             |       |       |       |
|  | 8                | CP Voltregà      | 4                | 6                |               |              |              |              |              |  |             |       |       |       |
|  | 8                | CP Voltregà      | 4                | 6                |               | CP Voltregà  | 12           | 8            |              |  |             |       |       |       |
|  |                  |                  |                  |                  |               | CP Voltregà  | 12           | 8            |              |  |             |       |       |       |
|  |                  | RHC Residentie   | 4                | 4                |               |              |              |              |              |  |             |       |       |       |
|  | 4                | RHC Residentie   | 4                | 4                | Herne Bay RHC | 2            | 1            |              |              |  |             |       |       |       |
|  | 4                |                  |                  |                  | Herne Bay RHC | 2            | 1            |              |              |  |             |       |       |       |
|  | 5                | RHC Residentie   | 4                | 8                |               |              |              |              |              |  |             |       |       |       |
|  | 5                | RHC Residentie   | 4                | 8                |               |              |              |              |              |  | CP Voltregà | 3     | 2     |       |
|  |                  |                  |                  |                  |               |              |              |              |              |  | CP Voltregà | 3     | 2     |       |
|  |                  | Amatori Lodi     | 4                | 6                |               |              |              |              |              |  |             |       |       |       |
|  | 3                | Amatori Lodi     | 4                | 6                | SL Benfica    | 6            | 2            |              |              |  |             |       |       |       |
|  | 3                |                  |                  |                  | SL Benfica    | 6            | 2            |              |              |  |             |       |       |       |
|  | 6                | Amatori Lodi     | 4                | 8                |               |              |              |              |              |  |             |       |       |       |
|  | 6                | Amatori Lodi     | 4                | 8                |               | Amatori Lodi | 6            | 1            |              |  |             |       |       |       |
|  |                  |                  |                  |                  |               | Amatori Lodi | 6            | 1            |              |  |             |       |       |       |
|  |                  | RESG Walsum      | 2                | 1                |               |              |              |              |              |  |             |       |       |       |
|  | 2                | RESG Walsum      | 2                | 1                | Nantes ARH    | 2            | 2            |              |              |  |             |       |       |       |
|  | 2                |                  |                  |                  | Nantes ARH    | 2            | 2            |              |              |  |             |       |       |       |
|  | 7                | RESG Walsum      | 1                | 9                |               |              |              |              |              |  |             |       |       |       |
|  | 7                | RESG Walsum      | 1                | 9                |               |              |              |              |              |  |             |       |       |       |

#### Quartos-de-final
| Equipa 1       | Total | Equipa 2       | 1.ª Mão | 2.ª Mão |
| -------------- | ----- | -------------- | ------- | ------- |
| SC Thunerstern | 2-10  | CP Voltregà    | 1-4     | 1-6     |
| Herne Bay RHC  | 3-12  | RHC Residentie | 2-4     | 1-8     |
| SL Benfica     | 8-12  | Amatori Lodi   | 6-4     | 2-8     |
| Nantes ARH     | 4-10  | RESG Walsum    | 2-1     | 2-9     |

#### Meias-finais
| Equipa 1     | Total | Equipa 2       | 1.ª Mão | 2.ª Mão |
| ------------ | ----- | -------------- | ------- | ------- |
| CP Voltregà  | 20-8  | RHC Residentie | 12-4    | 8-4     |
| Amatori Lodi | 7-3   | RESG Walsum    | 6-2     | 1-1     |

#### Final
| Equipa 1    | Total | Equipa 2     | 1.ª Mão | 2.ª Mão |
| ----------- | ----- | ------------ | ------- | ------- |
| CP Voltregà | 5-10  | Amatori Lodi | 3-4     | 2-6     |

| Vencedor da Taça das Taças 1993/94 |
| ---------------------------------- |
|                                    |
| Amatori Lodi (1.º título)          |